# Tripiloppia traegardhi
Tripiloppia traegardhi är en kvalsterart som beskrevs av Hammer 1968. Tripiloppia traegardhi ingår i släktet Tripiloppia och familjen Oppiidae. Inga underarter finns listade i Catalogue of Life.